# Kamenné more
Kamenné more je přírodní rezervace poblíž obce Vyhne v chráněné krajinné oblasti Štiavnické vrchy.
Nachází se v okrese Žiar nad Hronom v Banskobystrickém kraji. Území bylo vyhlášeno v roce 1923 a novelizováno v roce 1983. Předmětem ochrany je největší kamenné moře ve vulkanické části Karpat. Je významnou lokalitou chráněných druhů živočichů, především plazů - typická je zde ještěrka zední (Podarcis muralis).